# Unteres Bühlertal
Das Naturschutzgebiet Unteres Bühlertal liegt im Landkreis Schwäbisch Hall in Baden-Württemberg.

## Beschreibung
Es erstreckt sich als Band von Südosten nach Nordwesten entlang dem Lauf der dort in ihrem Kerb- oder Trogtal im Muschelkalk laufenden Bühler, des größten rechten Nebenflusses des Kochers. Es umfasst nacheinander Teilflächen auf den Gemarkungen der Gemeinde Obersontheim, der Kleinstadt Vellberg, der Stadt Schwäbisch Hall, der Kleinstadt Ilshofen und der Gemeinden Wolpertshausen und Braunsbach. Meist geht es an beiden Seiten unmittelbar in das Landschaftsschutzgebiet Bühlertal zwischen Vellberg und Geislingen mit Nebentälern und angrenzenden Gebieten über; zuletzt auf Braunsbacher Gemarkung verläuft es im Inneren des Landschaftsschutzgebietes Kochertal zwischen Schwäbisch Hall und Weilersbach mit Nebentälern.
Das Naturschutzgebiet beginnt zuoberst im Südosten auf der Teilgemarkung Untersontheim der Gemeinde Obersontheim am Muschelkalkbruch gegenüber der Mündung des Lanzenbachs, umfasst manchmal nur den Talgrund oder sogar nur den Fluss und seine Ufer, zuweilen aber den gesamten Taltrog oder sogar darüber hinaus noch kleinere Gebiete in den unteren Klingen zufließender Bäche. Es endet an der am Ortsrand des Braunsbacher Weilers Geislingen am Kocher liegenden Mündung der Bühler in den Kocher.

## Bedeutung
Das 306,0 ha große Gebiet ist seit dem 13. Juni 1985 unter der NSG-Nr. 1.136 als Naturschutzgebiet ausgewiesen. Es handelt sich um „eines der schönsten Täler Baden-Württembergs mit überdurchschnittlicher ökologischer Ausstattung und Artenvielfalt des Flusses und seines Talraumes mit artenreichen Laubwäldern, Magerrasen und der noch als Grünland genutzten Talaue.“

## Tourismus
Die Etappe Vellberg–Geislingen des Bühlertalwegs, ein im oberen Teil nur von Trittfesten zu begehender Wanderweg, führt durch das Schutzgebiet bzw. meist linksseits über ihm am Mittel- und Oberhang des Tales entlang.